# لئون چائوشیان
لئون آلکساندری چائوشیان (ارمنی: Լևոն Ալեքսանդրի Չաուշյան؛ زادهٔ ۱۰ مهٔ ۱۹۴۶ - درگذشته ۱۸ فوریهٔ ۲۰۲۲) آهنگساز اهل ارمنستان بود.

## زندگی‌نامه
در سال ۱۹۴۶ در ایروان به دنیا آمد. در سال ۱۹۶۹ وی از کنسرواتوار دولتی کومیتاس ایروان فارغ‌التحصیل شد. چهره هنری شایسته جمهوری ارمنستان بین سال‌های ۱۹۸۶ تا ۱۹۹۱ وی قائم مقام اتحادیه آهنگسازان ارمنستان بود. وی در ۱۸ فوریهٔ ۲۰۲۲ در سن ۷۵ سالگی درگذشت.